# 科伊桑人
科伊桑人（Khoisan，/ˈkɔɪsɑːn/，或Khoe-Sān，kxʰoesaːn）是一個概括用語，指代那些不會說班圖語中的一種語言的南部非洲原住民，包括科伊科伊人和桑人。 科伊桑人使用含搭嘴音之語言，被認為是南非開普地區的歷史社群（在班圖人之前），一直到納米比亞（在那裡科伊科伊人之Nama人和Damara人是普遍群體），還有博茨瓦納。
許多科伊桑人是從解剖學研究看來在150,000年前就擴散到南部非洲的現代人類的直系後裔（參看早期人類遷徙）。他們的語言顯示出一種模糊的類型學相似性，主要局限於搭嘴音輔音的流行。 它們並非源自一種共同的原始語言，但如今至少分為三個獨立且不相關的語言系屬分類（Khoe-Kwadi、Tuu 和 Kxʼa）。 有研究認為科伊科伊人可能代表石器時代晚期到達南部非洲的人，可能是在大約 1,500 到 2,000 年前到達該地區的班圖人擴張（參看班圖大遷徙）而流離失所。
桑人通常被認為是卡拉哈里沙漠和博茨瓦納、納米比亞、安哥拉、贊比亞、津巴布韋、萊索托和南非北部地區的狩獵採集者。 桑（sān）一詞來自科伊科伊語，指的是沒有牲畜的狩獵採集者（意即“從地上撿東西的人”）。 因此，它被用來指所有與科伊科伊語使用者社群接觸的狩獵採集者人口，並且主要指的是生活方式，有別於牧民或農民的生活方式，而不是指任何特定的種族。 雖然這種生活方式伴隨著宇宙論和語言，但這個詞是一個經濟代名詞，而不是文化或種族代名詞。

## 外部連結
- The Khoisan （页面存档备份，存于）
- Home of the Southern African San （页面存档备份，存于）
- "Khoesan languages" from Web Resources for African Languages